# 郡山市緑地等管理中央センター
郡山市緑地等管理中央センター（こおりやましりょくちとうかんりちゅうおうセンター）は福島県郡山市湖南町福良にある、ホール等を備えた多目的施設である。

## 概要
郡山市の湖南行政センター前のサニーランド湖南に隣接し、スポーツや各種イベントに使用できる多目的ホール、研修室、およびそば打ち体験ができる「そば道場」などからなる施設。1989年（平成元年）、第三期山村振興農林漁業対策事業により建設された。通称「サン・サン・グリーン湖南」。

## 施設
- 多目的ホール
  - 面積648 m2、講演会や発表会等での使用時は最大800人を収容可能。バレーボール2面、バドミントン2面、バスケットボール1面、卓球5台、ゲートボール1面の体育館としても使用可能。
- 研修室
  - 50人程度までの研修会、講習会、会議等に使用可能。
- 湖南高原そば道場
  - そば打ち体験が可能（定員15名、要予約）。所要時間は60分から90分程度[2]。

## 所在地
- 郡山市湖南町福良字台畠8584

## 開館日時
- 開館時間
  - 午前9時 - 午後9時（そば打ち体験は午後5時まで）
- 休館日
  - 毎週月曜日
  - 年末年始

## 交通アクセス
- バス
  - 磐越西線上戸駅から会津バス勝田内=上戸（駅）=磐梯熱海駅線に乗車し（約40分）「行政センター前」下車すぐ
- 自動車
  - 東北自動車道郡山南ICより県道6号郡山湖南線、国道294号経由で約40分

## 周辺
- 郡山市湖南行政センター
- サニーランド湖南 - 日帰り温泉施設
- 県道235号羽鳥福良線 - 馬入新田水芭蕉群生地や隠津島神社方面へ繋がる